# Notre histoire de France
 (novembre 2024).
La mise en forme du texte ne suit pas les recommandations de Wikipédia : il faut le « wikifier ».
Les points d'amélioration suivants sont les cas les plus fréquents :
- Les titres sont pré-formatés par le logiciel. Ils ne sont ni en capitales, ni en gras.
- Le texte ne doit pas être écrit en capitales (les noms de famille non plus), ni en gras, ni en italique, ni en « petit »…
- Le gras n'est utilisé que pour surligner le titre de l'article dans l'introduction, une seule fois.
- L'italique est rarement utilisé : mots en langue étrangère, titres d'œuvres, noms de bateaux, etc.
- Les citations ne sont pas en italique mais en corps de texte normal. Elles sont entourées par des guillemets français : « et ».
- Les listes à puces sont à éviter, des paragraphes rédigés étant largement préférés. Les tableaux sont à réserver à la présentation de données structurées (résultats, etc.).
- Les appels de note de bas de page (petits chiffres en exposant, introduits par l'outil «  Source ») sont à placer entre la fin de phrase et le point final[comme ça].
- Les liens internes (vers d'autres articles de Wikipédia) sont à choisir avec parcimonie. Créez des liens vers des articles approfondissant le sujet. Les termes génériques sans rapport avec le sujet sont à éviter, ainsi que les répétitions de liens vers un même terme.
- Les liens externes sont à placer uniquement dans une section « Liens externes », à la fin de l'article. Ces liens sont à choisir avec parcimonie suivant les règles définies. Si un lien sert de source à l'article, son insertion dans le texte est à faire par les notes de bas de page.
- La présentation des références doit suivre les conventions bibliographiques. Il est recommandé d'utiliser les modèles {{Ouvrage}}, {{Chapitre}}, {{Article}}, {{Lien web}} et/ou {{Bibliographie}}. Le mode d'édition visuel peut mettre en forme automatiquement les références.
- Insérer une infobox (cadre d'informations à droite) n'est pas obligatoire pour parachever la mise en page.

Pour une aide détaillée, merci de consulter Aide:Wikification.
Si vous pensez que ces points ont été résolus, vous pouvez retirer ce bandeau et améliorer la mise en forme d'un autre article.
Notre histoire de France est une série de films documentaires retraçant seize siècles d'histoires, de l'Antiquité à la Renaissance, diffusée sur France 2 depuis le 8 octobre 2024,,. La série est réalisée par Caroline Benarrosh, Yannick Adam de Villiers et François Tribolet et est narrée par Tomer Sisley.

## Épisodes
Six épisodes de 52 minutes constituent cette série documentaire :
1. Vercingétorix contre César : Ier siècle av. J.-C.[4] ;
2. Clovis, le premier roi chrétien : Ve siècle[5] ;
3. L'empire de Charlemagne : fin du VIIIe siècle[6] ;
4. Les croisades de Saint Louis : XIIIe siècle[7] ;
5. Jeanne d'Arc face aux Anglais : Guerre de Cent Ans[8] ;
6. Les noces rouges d'Henri IV et de la reine Margot : XVIe siècle[9].

## L'équipe artistique et technique
- Co-Auteurs : Frédéric Martin / Caroline Benarrosh (Épisodes 1 et 2), Yannick Adam de Villiers (Épisodes 3 et 5) et François Tribolet (Épisodes 4 et 6)
- Réalisateurs : Caroline Benarrosh (Épisodes 1 et 2), Yannick Adam de Villiers (Épisodes 3 et 5) et François Tribolet (Épisodes 4 et 6)
- Conseillers historiques : Blaise Pichon (Épisode 1), Bruno Dumézil (Épisode 2), Geneviève Bührer-Thierry (Épisode 3), Claude Gauvard (Épisodes 4 et 5) et Nicolas Le Roux (Épisode 6).
- Production : Thierry Lachkar, Damien Piscarel et Cécile Levy
- Musique originale : Christophe Henrotte et Vincent Artaud
- Montage : Franck Zahler
- Décors : Célia Marolleau, Elody Sermay et Caroline Long Nguyen
- Costumes : Fabienne Margolliet
- Étalonnage : Stéphanie Bisutti
- Mixage : Christophe Leroy

## Les partenaires
Une coproduction ITV Studios France et Tangaro
Avec la participation de :
- Centre national du cinéma et de l'image animée
- Histoire TV
- France Télévisions

## Les personnages

### Ier siècle av. J.-C.
- Vercingétorix
- Jules César
- Diviciac
- Gobannitio
- Celtill

### Ve siècle
- Clovis
- Charles Martel
- Pépin le Bref
- Syagrius

### Fin du VIIIe siècle
- Charlemagne
- Carloman Ier
- Pape Léon III
- Bertrade de Laon
- Hildegarde de Vintzgau

### XIIIe siècle
- Louis IX
- Blanche de Castille
- Marguerite de Provence
- Guillaume de Chartres

### Guerre de Cent Ans
- Jeanne d'Arc
- Jean d'Aulon
- Charles VII
- L'évêque Pierre Cauchon
- Jean de Dunois

### XVIe siècle
- Henri IV
- Charles IX
- Henri Ier de Guise
- Catherine de Médicis
- Jeanne d'Albret
- Antoine de Bourbon
- François Ier
- Léonard de Vinci
- La reine Margot
- Sully

## Audiences et diffusion

### En France
La série est diffusée le mardi à 21 h 05 sur France 2 par salve de deux épisodes du 8 au 22 octobre 2024.
| Épisode              | Titre                                             | Date de diffusion     | Horaire de diffusion | Audiences | Part de marché | Classement | Référence |
| -------------------- | ------------------------------------------------- | --------------------- | -------------------- | --------- | -------------- | ---------- | --------- |
| 1                    | Vercingétorix contre César                        | Mardi 8 octobre 2024  | 21 h 05 - 22 h 00    | 2 500 000 | 12,3 %         | 3e         | [ 10 ]    |
| 2                    | Clovis, le premier roi chrétien                   | Mardi 8 octobre 2024  | 22 h 00 - 22 h 50    | 2 210 000 | 12,8 %         | 3e         | [ 10 ]    |
| 3                    | L'empire de Charlemagne                           | Mardi 15 octobre 2024 | 21 h 05 - 22 h 00    | 2 250 000 | 10,9 %         | 3e         | [ 11 ]    |
| 4                    | Les croisades de Saint Louis                      | Mardi 15 octobre 2024 | 22 h 00 - 22 h 55    | 2 130 000 | 11,9 %         | 3e         | [ 11 ]    |
| 5                    | Jeanne d'Arc face aux Anglais                     | Mardi 22 octobre 2024 | 21 h 05 - 21 h 55    | 2 060 000 | 9,9 %          | 3e         | [ 12 ]    |
| 6                    | Les noces rouges d'Henri IV et de la reine Margot | Mardi 22 octobre 2024 | 21 h 55 - 22 h 50    | 1 800 000 | 9,7 %          | 3e         | [ 12 ]    |
|                      |                                                   |                       |                      |           |                |            |           |
| Moyenne de la saison | Moyenne de la saison                              | Moyenne de la saison  | Moyenne de la saison | 2 160 000 | 11,3 %         | 3e         | [ 13 ]    |